# Африка Шув
Спорт Клубе Африка Шув або просто Африка Шув (порт. Sport Clube África Show) — професіональний кабовердійський футбольний клуб з міста Рабіль, на острові Боа-Вішта.

## Історія клубу
Клуб базується в місті Рабіль на острові Боа Вішта. Команда жодного разу не перемагала в Чемпіонаті острова, але в 2008 році клуб виграв Відкритий Чемпіонат острова, а в 2011 році переміг у Кубку острова. Крім футбольної секції, в клубі діє баскетбольна та легкоатлетична.

## Логотип
На логотипі клубу по колу можна прочитати назву клубу, на середині футбольний м'яч та лелека на його фоні пофарбована в червоний колір.

## Досягнення
- Відкритий Чемпіонат острова Боа Вішта з футболу: 1 перемога

2008
- Кубок острова Боа Вішта з футболу: 1 перемога

2011

## Історія виступів у чемпіонатах та кубках

### Острівний чемпіонат
| Сезон   | Див. | Міс. | Іг. | В | Н | П | ЗМ | ПМ | РМ  | О  | Кубок        | Суперкубок | Примітки |
| ------- | ---- | ---- | --- | - | - | - | -- | -- | --- | -- | ------------ | ---------- | -------- |
| 2007-08 | 2    | 4    | 12  | - | - | - | -  | -  | -   | -  |              |            |          |
| 2013-14 | 2    | 5    | 14  | 5 | 2 | 7 | 20 | 21 | -1  | 17 |              |            |          |
| 2014-15 | 2    | 2    | 14  | 8 | 4 | 2 | 29 | 15 | +14 | 28 | Перший раунд |            |          |

## Деякі статистичні дані
- Найкращий рейтинг: 2-ге місце (чемпіонат острова)